# 1878 en France
Chronologie de la France
- 1874
- 1875
- 1876
- 1877
- 1878
- 1879
- 1880
- 1881
- 1882

Cette page concerne l'année 1878 du calendrier grégorien.

## Événements
- 6 janvier : nette victoire des républicains aux élections pour les conseillers municipaux[1]. Ils progressent dans les campagnes.
- 12 janvier : nationalisation de la compagnie des chemins de fer des Charentes[2].

- 15 février : premier éclairage électrique à Paris. La Société Jablochkoff est autorisée à installer des bougies électriques sur la place et sur l'avenue de l'Opéra et la place du Théâtre-Français[3].

- 20 mars : publication chez Firmin Didot de la septième édition du Dictionnaire de l'Académie française[4]. Réforme de l'orthographe.
- 21 mars et 5 avril : lois sur le télégraphe. La baisse des tarifs postaux et télégraphiques permet l'augmentation du trafic[5].

- 14 avril : inauguration entre Rueil et Marly d'un tramway équipé d'une locomotive sans foyer, système Lamm et Francq[6].

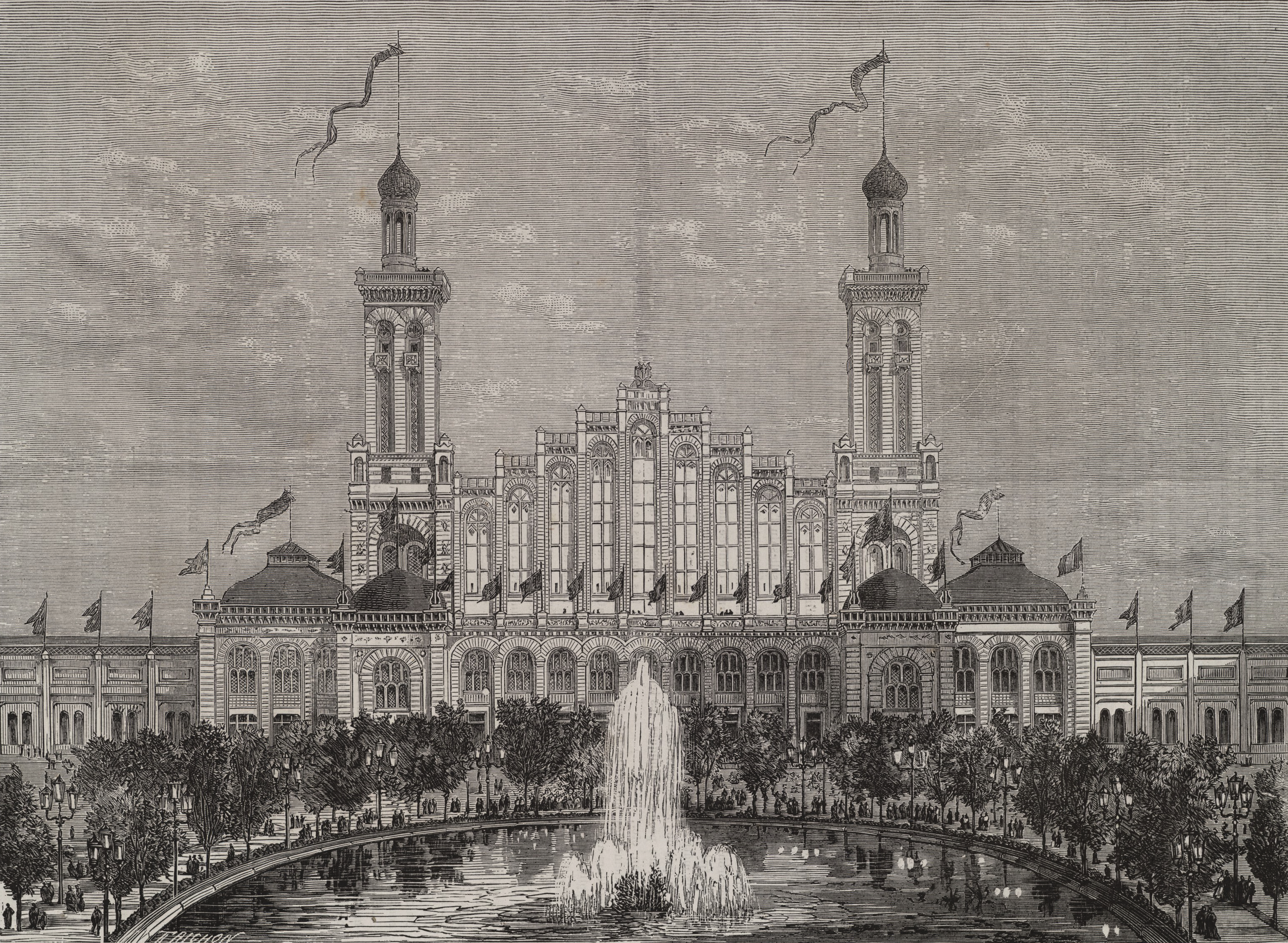
Le palais du Trocadéro en 1878.

- 1er mai - 10 novembre : exposition universelle de Paris au palais du Trocadéro construit par Gabriel Davioud pour cette occasion et dans les jardins du Champ-de-Mars[7].
- 18 mai : loi créant l’administration des chemins de fer, nouvelle instance chargée de centraliser la gestion des chemins de fer français par l’État[8].

- 8 juin : rapport public sur la situation dramatique des transports en France, préparant le vote d'un grand programme de travaux publics par la Chambre[9].
- 25 juin : déclenchement de la grande révolte kanak en Nouvelle-Calédonie[10].
- 30 juin 1878 : fête nationale française au cours de l'exposition universelle de 1878.

- 17 juillet : la Chambre vote le plan Freycinet. Mis au point par le ministre Charles de Freycinet, il s'agit d'un programme ambitieux de travaux publics destiné à moderniser le réseau de transport[11]. Il prévoit la construction de 9 000 km de voies ferrées (le nouveau réseau sera géré par l'Administration des chemins de fer de l'État nouvellement créée), de 1 000 km de canaux d'eau et de 50 000 km de route. La Chambre alloue 5 milliards de francs au projet.

- 31 août : Ferdinand Buisson est nommé Inspecteur général de l’instruction publique[12]. Il rencontre un grand succès le même jour pour sa  « Conférence sur l'enseignement intuitif », prononcée devant aux instituteurs délégués à l'Exposition universelle[13].
- 11 octobre : création du club littéraire des hydropathes, étymologiquement : « ceux que l'eau rend malades », par le poète Émile Goudeau, à l'hôtel Boileau à Paris[14].